# BioShock2
『BioShock2』（バイオショック2）は、2K Marinと2K Australia、2K MarinとIrrational GamesがXbox 360・PlayStation 3 ・Windows用に開発したFPSで 、BioShockの続編となる。日本では2010年3月4日にディースリー・パブリッシャーからPS3版とXbox 360版が発売された。今作のCEROレーティングはD（17歳以上対象）からZ（18歳以上のみ対象）に変わっている。なお、PC版の日本でのパッケージ発売はサイバーフロントが行う予定だったが、2010年2月2日に同社の公式サイトで発売中止が発表された。なおSteamからダウンロード版の購入は可能。
今作の主人公はビッグダディである。

## あらすじ

### プロローグ
1958年前後
大西洋の海底に建造された巨大都市「ラプチャー」。ラプチャーでは、人間に特殊な能力を与える物質「ADAM」が開発されていた。しかし、ラプチャーの住人たちはADAMの過剰摂取によって次々と理性を失い、ついにラプチャー社会は崩壊してしまう。
1958年、航空事故によってジャックがラプチャーに来る少し前に物語が始まる。ビッグダディのプロトタイプデルタはリトルシスターエレノアを連れてブラスミドを求めていたが、突然ソフィア・ラム率いるスプライサーの襲撃を受け、エレノアの目の前で自殺させられる。
1968年
10年後の1968年、外界では大西洋海岸で少女の失踪事件が相次いで報告されていた。何者かがラプチャーで悪夢を繰り返していると気づいたテネンバウムは、リトルシスターを生み出した彼女自身の贖罪のため、再びラプチャーを訪れる。
時を同じくして、突如ヴィタチャンバーで蘇生したデルタは、テネンバウムからの通信を受ける。プレイヤーはデルタを操作して、ここからゲームを始めることになる。

### アドニス高級リゾート
デルタが目を覚ますとそこは水浸しになった、かつて高級ホテルだった場所。長い月日の間に変貌したラプチャーを歩いてゆくと、エレノアからのメッセージとプレゼントのプラスミドが置かれており、同時に彼女からのテレパシーを受け取る。そのプラスミドを使用したデルタは反動でへたり込むが、そこへ一人のリトルシスターが歩み寄ってくる。しかし彼女は突如現れたビッグシスターに攫われてしまう。
その後、ホテルの電源を復旧するとテネンバウムから「手を貸してほしい、アトランティック急行にいる」と通信が入り、アトランティック急行へ向かうことになる。しかし道中でビッグシスターの襲撃を受け、デルタは窓ガラスを破壊されて海へ投げ出されてしまう。幸いビッグダディの潜水服で難を逃れ、海底から直接アトランティック急行へ向かう。

## 前作と異なる点
- ファーストエイド及びEVEの初期の所持数上限が5個になった
- 水中を移動する場面が随所に追加された
- ハッキングのミニゲームが配水管式からメーター式に変更された
- リトルシスターに死体からADAMを採取させることができるようになった
- オンラインマルチプレイが可能になり、複数人での対戦が出来る（リージョン毎にマッチングは別）
- リサーチカメラによる研究が写真式からビデオ撮影式になった

## 登場人物
実験体デルタ（Subject Delta）
今作の主人公。現在のラプチャーでは旧式となっているアルファシリーズのビッグダディ。
ラムによってプラスミドの力で操られ自殺させられるが、10年の時を経て目覚めた。エレノアから離れすぎると生命の危険が訪れる程肉体的に強く関連付けられているため、自らの命を救うためにもエレノアを捜索する。現行のビッグダディと違ってプラスミドを使うことができ、またビッグダディ催眠プラスミドに免疫がある。
元々はジョニー・トップサイドと呼ばれたラプチャーを発見した海洋探検家で、街の秘密を守るために拘束され、ビッグダディに改造された。
エレノア・ラム（Eleanor Lamb）
声：サラ・ボルジャー
デルタが護衛していたリトルシスター。ソフィアの娘。幼い頃から母親に英才教育を施され、将来はラプチャーを導く存在とされるはずだった。
ブリジット・テネンバウム（Brigid Tenenbaum）
遺伝子工学の研究者。前作のエンディング後、救済したリトルシスターと共に地上へ脱出し、彼女らの成長を見守った。しかし、世界各地で発生した少女誘拐事件がラプチャーと関わりがあることを察知し、危険を承知で単身帰還した。今作では序盤でデルタをサポートした後、その役目をシンクレアに任せ離脱する。
本編が終了した後の物語であるDLC『Minerva's Den』にも登場。ラプチャーを訪れたもう一つの目的のためにシグマと接触した。
オーグスタス・シンクレア（Augustus Sinclair）
ラプチャーの実業家。作中では彼が始めたビジネスの名前が多数登場する(前作で訪れたフォート・フロリック劇場内にあるシンクレア酒店の経営者も彼)。
今作のガイド役で、芝居がかったような口調で語りかけてくる。金儲けを第一に考える男で、常に気楽な態度をとっている。実は過去には裏でライアンと繋がっており、ライアンの命を受けて様々な裏工作に関与していた。
ソフィア・ラム（Sofia Lamb）
精神科医。徹底した個人主義のライアンに真っ向から反発し、ウェールズやグレースの協力によって貧困層を中心に支持を拡大していった。その存在を疎んだライアンによってペルセポネ収容所へと送られるも脱出、信奉者を率いてデルタを襲撃した。ライアンの死後にラプチャーを掌握し、不足したリトルシスターを補うため、地上に部下を送り少女誘拐事件を引き起こさせている。
自らが掲げる理想郷の実現を目論んでおり、エレノアに自分を超える程の大きな可能性を見出している。復活しエレノアを連れ戻そうとするデルタを計画の障害とみなし、再度抹殺しようとする。
グレース・ホロウェイ（Grace Holloway）
歌手。貧民窟バウパー・ドロップのシンクレアが経営していたホテルを根城としている。地上にいた頃も貧しい暮らしをしていた。ライアンやフォンテインの弱者を蔑ろにするやり方に憤りを覚えラムの仲間になった。彼女の支持者であると同時に良き友人でもあり、幼いエレノアの世話をしていた。
しかしある時不注意からエレノアを誘拐され、その後彼女がデルタと一緒に行動していた場面を目撃してから、誘拐犯はデルタだと思い込み憎悪するようになった。
ゲーム内では彼女と対面した際、彼女を殺害するか生かしてその場を離れるかのどちらかを選択することで、エンディングの内容が一部変化するようになっている。なお、生かしてその場を別れた場合、セキュリティポッドを提供したりニューモを通じてアイテムを支給したりしてくれる。
サイモン・ウェールズ（Simon Wales）
元建築家でラムを狂信する老人。デルタをラムに仇なす存在として排除しようとする。セイレーン通りを支配している。
前作の主人公ジャックをライアンを打ち倒した神として崇めている。
ダニエル・ウェールズ（Daniel Wales）
サイモンの弟で同じく建築家。サイモンと共にセイレーン通りを支配している。
ラムのことは信用しておらず、彼女に心酔するサイモンを冷めた目で見ている。
スタンレー・プール（Stanley Poole）
ジャーナリスト。ライアンの指示で動いたシンクレアと結託し、ラムを排除しようと画策した卑劣な男。
言論弾圧されたと偽ってウェールズに近づいてからラム支持派の中に潜り込み、内部の情報をライアンに流していた。その最中に口封じとしてフォンテインの孤児院へと売り飛ばされたエレノアがリトルシスターになった他、ラプチャーを訪れたジョニー・トップサイドについて書いた記事がライアンの目に留まったことで、ジョニーが実験体デルタへと改造されるされることになった。
ADAMに残された死体の記憶をラムに奪われ自分の裏切りが露呈することを恐れており、デルタに取引を持ちかけてくる。
グレースと同じく、殺害するか生かしたままその場を離れるか選択することで、エンディングの内容が一部変化する。
ギルバート（ギル）・アレクサンダー（Gilbert Alexander）/偉大なるアレックス(Alex the Great)
ビッグダディの開発責任者。前作でも名前だけ登場している。
スーチョンの死後、彼の計画を引き継ぎ、ビッグダディとリトルシスターに真の親子のような「絆」が必要だと考え実験体デルタを開発するなど、ビッグダディ開発に大きな影響を与えた。また、ビッグシスターを考案したのも彼である。
ラムの理想郷の実現に関わった際、エレノアに行う施術の実験体に志願するも、施術の失敗により狂人化、「偉大なるアレックス」と名乗るようになる。フォンテイン未来技術社に立て篭もっており、自ら改造したセキュリティポッドで道中のデルタを妨害してくる。しかし完全に発狂する前に外部から来た人間に自分を殺すようメッセージを残しており、デルタを変貌した自分の元へと導く。
グレース、スタンレーと同様、彼の生死によってエンディングが一部変化する。
マーク・メルツァー（Mark Meltzer）
地上からラプチャーへとやって来た男。連続誘拐事件の被害者の一人であるシンディの父親であり、娘との再会を果たすためラムの元へ辿りつこうとする。
各所に彼のダイアリーが残されており、彼の行動の経緯を知ることができる。
実験体シグマ（Subject Sigma）
DLC『Minerva's Den』の主人公。デルタ同様、旧式のアルファシリーズのビッグダディ。
ラプチャーの心臓部「Minerva's Den」へ向かっていた所、ワールが放ったセキュリティボットの攻撃を受け、海底に沈められる。その後、チャールズによってMinerva's Denへと導かれる。
チャールズ・ミルトン・ポーター（Charles Milton Porter）
ラプチャーの技術者で、人工知能「The Thinker」の生みの親。『Minerva's Den』に登場する。
ワールによってフォンテインと共謀した罪の濡れ衣を着せられ、ペルセポネに収容された。第二次世界大戦で妻のパールを亡くしている。
自らが開発した「The Thinker」をラプチャーから持ち出す為、シグマのサポート役となって「Minerva's Den」へと案内する。
リード・ワール（Reed Wahl）
チャールズの元同僚。「The Thinker」の共同開発者。ロシア出身。『Minerva's Den』に登場。
スプライサーと化して狂気に囚われ、「The Thinker」を独占するためチャールズを罠に嵌めた。『Minerva's Den』冒頭でセキュリティボットにシグマを攻撃させたのも彼で、シグマのことを「The Thinker」を取り戻しに来たチャールズの使いとみなして様々な妨害を仕掛けてくる。
「The Thinker」
Minerva's Denに設置されたメインフレームに搭載された人工知能。ラプチャー中に設置された自動販売機や各種セキュリティなど、ラプチャーのありとあらゆる機能を管理している。
正式名称は「ラプチャー運営情報解析ネットワーク（Rapture Operational Data Interpreter Network）」で、頭文字を並べるとロダン（R.O.D.I.N.）となることから「考える人（The Thinker）」の通称がついた。ADAMを用いたことで、ある程度の未来予測も可能なほどの驚異的な情報処理能力を持っている。

### 前作の登場人物・故人
ジャック（Jack）
前作の主人公。彼が救済したリトルシスターと共に地上へ脱出した。
パール・ポーター（Pearl Porter）
故人。チャールズの妻。第二次世界大戦で戦火に巻き込まれ亡くなっている。
アンドリュー・ライアン（Andrew Ryan）
故人。科学者でありラプチャーの創始者。理想を追求する余りに暴走し、独裁者と化してしまった。
作中ではダイアリーで音声のみ登場、録音された音声では力を付け始めたラムの勢力に苦悩している。
フランク・フォンテイン
故人。ラプチャーに住んでいた商人にして密輸業者。ライアンと対立していたが、1958年にライアンが放った襲撃部隊によって死亡したとされる。
ライアン同様、ダイアリー内でのみの登場となっており、ラプチャーを手に入れようと画策していた様子がうかがえる。

### その他の登場人物
今作のティーザーサイト『There is something in the sea』ではマーク・メルツァーがラプチャーに辿りつくまでの経緯が描かれている。
地上の世界でもラプチャーの秘密に迫ろうとする人間は多く、マークはそういった人間と時には協力し時には敵対しながら真実へと迫っていく。
なおここで記述する人物はゲーム本編には登場せず、ティーザーサイトのみの登場となる。
オーリン・オスカー・ルトウィッジ（Orrin Oscar Lutwidge）
アメリカの実業家。複数の偽名を持ち、ルトウィッジの名もまた偽名の一つにすぎない。
アンドリュー・ライアンの会社と契約し、ラプチャー建設用の資材を提供。その見返りとしてライアンの不動産を譲り受ける予定だった。
しかしラプチャー完成後にライアンから切り捨てられたため、ラプチャーを調査するためにI.O.O.Pを立ち上げた。組織内でのコードネームは“レッド・クイーン”。
ゼレミア・リンチ（Jeremiah Lynch）
詐欺師。地上での物語におけるマークの敵。
I.O.O.Pのメンバーでコードネームは"レッド・ポーン”。
他のメンバーがラプチャーの真実に近づけないように偽の証拠を提供していた。
セレスタ・ロゼット（Celeste Roget）
フランス人の女性。I.O.O.Pのメンバー。
建築家ジャンを父親に持ち、突如失踪した父親とラプチャーの繋がりを調査している。
リー・ウィルソン・スウォード（Lee Wilson Seward）
アメリカの作家。I.O.O.Pのメンバーでコードネームは“グレイ・ポーン 48°”。
妹とその恋人が同時に失踪したことがラプチャーと関わりがあると考えている。
リンチが組織を裏切っていることに最初に気づいた男。
フィル・イサイドア（Phil Isidore）
マークの親友。マークと頻繁に連絡を取り、様々な情報を提供する。
ケイシー・フィレンス（Casey Ferrence）
マークをラプチャーまで連れて行った貨物船の船長。かつては海軍に所属していた。

## 敵

### スプライサー
ラプチャーの住人がADAMの過剰投与によって精神を蝕まれ、凶暴化した姿。本能に従順だが知性は残っており、社会的生活も営んでいる。リトルシスターを連れたビッグダディを見つけると囲んでちょっかいを出すが、あしらわれている。
サーギッシュ・スプライサー
鈍器で襲いかかってくるスプライサー。序盤から中盤にかけて登場する。
能力は低く大きな脅威にはならない。
レドヘッド・スプライサー
拳銃やマシンガン、散弾銃といった銃器で武装したスプライサー。耐久力が高く移動しながら銃撃してくる他、時折爆発物を投擲してくる。
スパイダー・スプライサー
蜘蛛のように壁や天井を這うスプライサー。耐久力、移動速度共に高い。鉤爪を投げて攻撃してくる。
フーディーニ・スプライサー
姿を消して空間移動することができるスプライサー。空間移動と炎による攻撃を繰り返し行う。
ウィンター・フーディーニ・スプライサー
DLC『Minerva's Den』に登場。氷を操るフーディーニ・スプライサー。空間移動と氷の攻撃に加え、凍死体に擬態して奇襲を行う。
ブルート・スプライサー
今作より初登場。プラスミドよりも身体強化のトニックを選んだことで、身体が巨大化したスプライサー。スプライサー社会の頂点に君臨する。
耐久力は極めて高く、殴打だけでなく近くのオブジェクトを投げてきたり体当たりしてきたりする。終盤になると能力が向上したエリート版が登場する。
ファイア・ブルート・スプライサー
DLC『Minerva's Den』に登場。炎を操るブルート・スプライサー。

### ビッグダディ
肉体、精神ともに改造されたリトルシスターの守護者。
バウンサー
ビッグダディの一種。ドリルによる突進や殴り攻撃を仕掛けてくる。
ロージー
ビッグダディの一種。リベットガンで攻撃してきたりセンサーマインを投げてきたりする。
ランブラー
今作より初登場。ビッグダディの一種。ラプチャーの内戦が激化するに連れ力を増していくスプライサーに対抗するために新たに開発された。
ランチャーやミニタレットを駆使して多方向から攻撃を仕掛けてくる。
アルファ・シリーズ
今作より初登場。初期型のビッグダディでデルタ・シグマと同じタイプ。デルタの開発以降は、デルタと同様にリトルシスターとの「絆」が設けられた。現在はリトルシスターの護衛としては運用されていない。
ストーリー終盤から登場。バウンサー以上の高速移動に加え、手に持ったマシンガンやランチャー、プラスミドによる攻撃を行う。集団で現れることが多い。
ランサー
DLC『Minerva's Den』に登場。
ラプチャー最高峰の技術力で生み出されたビッグダディ。イオンレーザーを武器として操る。

### その他
リトルシスター
ボロボロになったドレスをまとい、注射器を片手にラプチャーを徘徊する少女。死体から採集した血を飲む事によりADAMを体内で精製する能力を持つ、本作のキーパーソン的存在。
外見が少し変更されており、ポニーテールに結んだ髪にリボンをつけた、より少女らしいデザインに変わっている。
ビッグシスター
今作より初登場。成長したリトルシスターが思春期を迎えたことで情緒不安定になり暴走し始めたのを、対スプライサー用に訓練したもの。
イベント戦闘を除き、各ステージのリトルシスター全てを解放すると出現する。高い身体能力で素早く移動、跳躍し、プラスミドによる攻撃を行う。
物語終盤ではビッグシスターに扮したエレノアを召喚し、共に戦うことができる。
セキュリティ
カメラ、タレット、警備ボットから成るラプチャーのセキュリティシステム。ハッキングすることで味方につけることができる。なお、ハッキングガンで接地できるミニタレットもセキュリティとして扱われ、リサーチカメラやハッキングの対象になる。
- セキュリティカメラ：街の至る所に設置されている監視カメラ。発見されるか、ハッキングを赤い範囲で止めてしまうとアラームが鳴ってしまい、アラームが鳴っている間セキュリティボットに襲われる。警報解除装置を使用するか、警報を鳴らした機械をハッキングすることでボットは攻撃を停止する。
- タレット：地上に設置された全自動式機銃。敵が視界に入ると起動し、射撃を行う。マシンガンを搭載したものとロケット砲を搭載したものがある。
- セキュリティボット：空中を飛び回り、敵に対して射撃を行う。能力が強化されたエリート版も存在する。セキュリティカメラのアラームによって召喚されるものの他、スプライサーが連れていることがあり、また稀に故障した状態で落ちている場合もある。本編ではマシンガンを搭載したタイプしか登場しないが、『Minerva's Den』では電撃やレーザー、ミサイルを発射するタイプが追加された。

## 武器
前作で登場した武器も存在するが、それらのデザインが一新されている。下記のハッキングガンとリサーチカメラ以外は武器強化ステーションで強化することができる。武器強化は各武器で3種類ずつ存在し、先に2種類の強化を済ませないと最終強化はできない。なお、リサーチカメラ以外の武器でも殴打することができる(ダメージは下記のドリルよりは小さい)。
ドリル
デルタとシグマが最初に装備している、前作のレンチに代わる近接武器。デザインはバウンサーと同型。燃料ゲージを消費してドリルを回転させることができ、物語が進行すると高速移動による突進ができるようになる。トニックを装備することによって追加効果も獲得できる。消費した燃料は各所に存在する補給装置かステージ内や自動販売機に存在するドリル燃料で補給することができる。
リベットガン
ロージーの持っているものと同型の、リベットを発射する工具。物語中ではビッグダディがラプチャーの水漏れを補修する姿が見られる。
- リベット：通常の弾薬で、ある程度の連射性がある。ロージーが落としたリベットガンからも入手できる。
- ヘビーリベット：リベットより強力な弾薬だが、連射は利かない。
- トラップリベット：壁や床、天井に設置でき、センサーにかかった敵に射出されるリベット。一旦設置したものは回収可能。

ハッキングガン
今作初登場となるハッキングをする為の銃。前作のハッキングに伴う問題の改善やステージの仕掛けの応用の為に登場した。遠くにあるセキュリティカメラやタレット、セキュリティボットは勿論の事、ステージ内の自動ドアロックによる謎解きや金庫、自動販売機、ライフステーション等にも使う事ができる。
- ハッキング弾：機械に着弾すると通常のハッキングを行う弾薬。
- オートハッキング弾：機械に着弾すると自動でハッキングに成功する弾薬。ハッキングによるボーナスはない。
- ミニタレット：地面に設置する事でマシンガンを搭載した小型のタレットとして機能する。敵から一定以上ダメージを受けたり、一定時間経ったりすると爆発する。

マシンガン
前作のトミーガンのデザインから50口径の三連装式ガトリングガンのデザインになった。
- マシンガンラウンド：通常弾。レドヘッド・スプライサーやアルファ・シリーズが落としたマシンガンからも入手できる。
- アンチパーソネルラウンド：対人弾。スプライサーに有効。
- ピアッシングラウンド：徹甲弾。ビッグダディやビッグシスター、セキュリティに有効。

ショットガン
前作のポンプアクション型から水平二連式に変わった。その為、２回発砲後にリロードする必要がある。
- バックショット：通常弾。敵との距離が遠いほどダメージが減少する。レドヘッド・スプライサーやアルファ・シリーズが落としたショットガンからも弾丸を入手できる。
- ソリッドスラグショット：スラグ弾。複数の敵を貫通する。バックショットと違い発射された弾丸が拡散しないため、ある程度遠くの敵を狙うことができる。
- フォスフォラスショット：リン弾。標的に一旦張り付いた後、爆発する弾丸。

リサーチカメラ
前作ではフォトカメラ型だったが、研究方法の変更に対応してビデオカメラのデザインになった。
対象になった敵を攻撃したり倒したりすることでポイントが蓄積され、敵を倒したり一定時間が経過したりすると終了し、ポイントを獲得する。ポイントが一定以上貯まると研究成果としてトニックや特集効果を得ることができる。同じ攻撃を繰り返してもポイントは蓄積されるが、その繰り返すたびにポイントの大きさは減っていく。死体に対しては写真を取ることも可能だが、手に入るポイントは極めて小さい。
スピアガン
前作のクロスボウに代わる、銛を発射する銃器。
- スピア：通常の銛。これで止めを刺された敵は壁や床に串刺しになる。発射されたスピアは回収可能。
- ロケットスピア：爆薬を搭載した銛。標的に着弾後、一定時間経ってから爆発する。また、ロケットスピアの噴射炎は相手を延焼させる。
- トラップスピア：壁から壁へ帯電したワイヤーを張り巡らせる銛。

ランチャー
前作の射出部と装填部を分離させてリロードを行うバズーカ型から、外付けマガジンでリロードするロケットランチャー式にデザインが変わっている。また、デザインの関係上、前作と比べてリロード時間も若干短い。
- グレネード弾：敵に接触するか、発射されてから一定時間経つと爆発する弾薬。
- センサーマイン：壁や床、天井に設置でき、敵がセンサーにかかると爆発する弾薬。一旦設置したものは回収可能。
- 追尾ロケット弾：発射されると敵を追尾する誘導型の弾薬。

イオンレーザー
DLC『Minerva's Den』に登場する、パルスレーザーを照射する高火力高精度の武器。
- レーザー弾：黄色いレーザーを照射する弾薬。
- サーマル弾：燃焼性の赤いレーザーを照射する弾薬。
- バースト弾：チャージされたレーザーを照射する弾薬。チャージ時間が長ければ長いほど、ダメージと消費する弾薬量も増加する。

## プラスミド
今作では、レベルを上げると性能が上がるだけでなく、追加効果を得られるようになった。なお、レベル2を飛ばしてレベル3を習得することはできなくなった。
エレクトロボルト
電撃を発射するプラスミド。本編では最初に、DLC『Minerva's Den』でも必ず入手する。敵を感電させて動きを止めたり、壊れた機械を再起動させたりできる。レベルを上げると感電する時間が延びる。
- レベル2：チャージすると一度に複数の敵を感電させられるようになる。
- レベル3：チャージしなくてもレベル2の効果が発動し、チャージするとEVEが尽きるまで電撃を浴びせ続けることができるようになる。

テレキネシス
物体を手元に引き寄せ、吹き飛ばすプラスミド。本編で必ず入手する他、DLC『Minerva's Den』ではシグマが最初から装備している。前作と比べ、EVEの使用量が増加した。
- レベル2：より重たい物を扱うことができるようになり、投げつけた際のダメージが増加する。
- レベル3：ブルート・スプライサー以外のスプライサーとセキュリティボットを引き寄せられるようになる。引き寄せている間、スプライサーは攻撃もできず無防備となるが、セキュリティボットは攻撃してくる。

インフェルノ
相手を炎に包むプラスミド。本編では必ず入手する。敵や物を燃やしたり氷を溶かしたりすることができる。レベルを上げると延焼時間とダメージが増える。
- レベル2：チャージすると一度に複数の敵を燃やせられるようになる。
- レベル3：チャージしなくてもレベル2の効果が発動し、チャージするとEVEが尽きるまで炎を浴びせ続けることができるようになる。

セキュリティ司令官
青いボールを投げ、当たった敵へセキュリティに攻撃させるプラスミド。本編ではエレノアからの贈り物として入手することができる。
- レベル2：チャージすると味方となるセキュリティボットを召喚する。DLC『Minerva's Den』では、どのタイプのセキュリティボットが召喚されるかはランダム。
- レベル3：チャージして召喚できるセキュリティボットがエリート版となる。

催眠
赤いボールを投げ、当たった敵は近くにいる敵を攻撃するプラスミド。本編ではエレノアからの贈り物として入手することができる。今作では前作のエンレイジとビッグダディ催眠が統合された。
- レベル2：チャージするとボールが緑色となり、当たったスプライサーが一定時間味方となる。一度に仲間に出来るのは一体だけで、効果が切れると敵対状態となる。
- レベル3：ブルート・スプライサーとビッグダディを仲間にすることができる。

ウィンターブラスト
敵を凍らせて動きを止めるプラスミド。凍らせた敵を倒すと砕け散り、戦利品を得ることができなくなる。今作では凍っている相手にダメージを与えるとライフも減少するようになった。レベルを上げると凍結時間が増える。
- レベル2：チャージすると凍らせた敵が氷のブロックへと変化し、倒すと戦利品を得られるようになる。また、砕けたブロックの破片を浴びた敵がレベル1の状態で凍るようになる。
- レベル3：チャージしなくてもレベル2の効果が発動し、チャージするとEVEが尽きるまで冷気を浴びせ続けることができるようになる。

ホーネット
蜂の大群を複数の敵に纏わせ、ダメージを与えるとともに動きを妨げるプラスミド。今作では敵対していないビッグダディを襲わないようになった。レベルを上げるとダメージと硬直時間が増える。
- レベル2：蜂に襲われている敵から更にホーネットが出現し、近くの敵へと襲い掛かるようになる。
- レベル3：ホーネットで倒した敵の死体が蜂の巣となり、敵が近くを通ると襲い掛かるようになる。

デコイ
囮を出現させ、敵の注意をそちらに引くプラスミド。本体からダメージを受けると本体へと攻撃してくる。
- レベル2：デコイが受けたダメージ分だけ、与えた敵に同じダメージを与えるようになる。
- レベル3：デコイが受けたダメージ分だけ、プレイヤーのライフが回復するようになる。

サイクロントラップ
地面に罠を仕掛け、踏んだ敵を上方に吹き飛ばすプラスミド。
- レベル2：仕掛けたサイクロントラップに別のプラスミドの効果を付与することができるようになる。付与したプラスミドのレベルはサイクロントラップのレベルとなる。
- レベル3：床や天井にもサイクロントラップを仕掛けられるようになる。

ゴースト
敵には見えない霊体を操り、離れた敵へとプラスミドを放つことができるプラスミド。霊体が本体から一定以上は離れる、EVEを一定以上消費する、本体がダメージを受けると解除される。
- レベル2：消費するEVEが減少し、更に霊体がハッキングを行えるようになる。

エレノア召喚
ビッグシスターに扮したエレノアを召喚するプラスミド。本編終盤で必ず習得する。召喚したエレノアは、一定以上のダメージを受けるか発動から一定時間経つと撤退する。強力な分、EVEゲージのEVEを全て消費する。
グラヴィティーウェル
床や敵に接触すると、周囲の敵や物を吸引して周囲へと放出するボールを投げるプラスミド。DLC『Minerva's Den』で必ず習得する。
- レベル2：チャージするとグラヴィティーウェルの地雷を床に設置し、敵が近くを通ると発動するようになる。
- レベル3：周囲へ放出する際にダメージを与え続ける強酸も同時に撒き散らすようになる。